# Turmhügel Riedburg
Der Turmhügel Riedburg ist eine abgegangene Turmhügelburg (Motte) um Flurbereich „Steyershügel“ 2200 Meter südsüdwestlich der Kirche von Geldersheim im Landkreis Schweinfurt in Bayern.
Von der 1240 erstmals erwähnten Mottenanlage ist der Turmhügel eingeebnet und sind keine obertägige Reste vorhanden. In Luftbildern ist die Anlage deutlich zu erkennen.